# 贸易协议
貿易協議或稱貿易協定（英語：Trade agreement）是指两个或更多国家之間簽署的涵盖税收、关税和贸易的协议。最常见的贸易协定是特惠贸易协定和自由貿易區域協定，这些协定旨在减少兩國或各國之间商品的关税、進口配额和其他貿易壁壘。